# Легоні-Фіалко Дар'я Валеріївна
Дар'я Легоні-Фіалко, до шлюбу Фіалко (нар. 9 липня 1979) — українська медіаменеджерка, продюсерка та засновниця компанії SPACE Production. Співзасновниця Організації українських продюсерів. Членкиня EPC (Європейського клубу продюсерів) та Міжнародної премії «Еммі».
SPACE — міжнародна компанія з виробництва та дистрибуції контенту, що базується в Києві та Парижі. SPACE Production має великий досвід у створенні контенту в різних жанрах: детективні та гостросюжетні серіали, комедії, спортивні драми, докудрами та документальні фільми для телеканалів і медіаплатформ. За останні кілька років SPACE створив низку успішних проєктів, серед яких «Слід», «Водна поліція», «Сліпа», «К.О.Д.», «Останній аксель», «Блек-аут. Різдво», «Мистецтво на війні» (ко-про для ARTE) та багато інших.

## Раннє життя
Народилася 9 липня 1979 року в Києві, в родині театральних критиків. Батько, Валерій Олексійович Фіалко заслужений діяч мистецтв України, професор, завідувач кафедри театрознавства, викладач театральної критики та історії театру Київського національного університету театру, кіно і телебачення ім. І. К. Карпенка-Карого. Мати, Гуєвська Ольга Юріївна — театрознавиця, заступниця директора з наукової роботи Державного музею театрального, музичного та кіномистецтва України.
У 2001 році закінчила факультет іноземної філології Київського національного університету імені Тараса Шевченка за спеціальністю «Романо-германські мови та літератури». У 2006 році отримала ступінь МВА у Міжнародному інституті менеджменту (Україна-Швейцарія) за спеціальністю «Менеджмент зовнішньоекономічної діяльності».

## Кар'єра
Під час навчання в університеті, з 1997 по 1999 рік, Фіалко працювала журналісткою в прес-службі українського телеканалу «1+1», водночас була перекладачкою та модераторкою прес-конференцій на кінофестивалі «Молодість».
З 2002 по 2005 рік Фіалко очолювала відділ закупівель кінопрограм на телеканалі «1+1», а в 2005 році стала програмною директором цього каналу.
За три роки, у 2008 році, Фіалко почала працювати в кінокомпанії Star Media на посаді головної продюсерки телевізійних проєктів. Серед її проєктів — такі популярні українські шоу, як «Майdан's» і «Майdан's-2» на телеканалі «Інтер», «Народна зірка-2» і «Народна зірка-3» на каналі «Україна» та інші. У 2011 році Фіалко залишила кінокомпанію Star Media.
З грудня 2011 року по серпень 2016 року була генеральною директоркою російського телеканалу ТВ-3.
З вересня 2016 року по квітень 2018 року Фіалко працювала генеральною директоркою СТС.
У червні 2018 року Фіалко разом із партнеркою Катериною Ласкарі заснувала компанію Space Production. Space був створений як продакшн повного циклу, а також як креативний продюсерський центр, що генерує контент для України та світу.
Одними з перших проєктів стали українські серіали «Слід» та «Сліпа» для каналу СТБ. Компанія виробляє комедії, детективи, спортивні драми, мелодрами, такі як «Невірна», «Рідня», «Водна поліція», «Останній аксель», «ДрімТім» та інші.
За даними незалежного дослідження MRM (Media Resources Management), Space Production став лідером за кількістю серіалів, вироблених для українського телебачення у 2020 році.
У березні 2022 року разом з іншими помітними представниками української телевізійної індустрії Легоні-Фіалко стала співзасновницею Об'єднання українських продюсерів (ОУП). Основним завданням ОУП є зйомки документальних проєктів та художніх фільмів про російську військову агресію на території України. За перші роки своєї діяльності ОУП було спродюсовано 14 проєктів, серед яких документальні фільми «Мистецтво на війні» та «Блек-аут. Різдво». У 2023 році документальний фільм «Мистецтво на війні», створений SPACE Production у копродукції з німецькою компанією BROADVIEW та у партнерстві з Об'єднанням українських продюсерів (ОУП), транслювався на телеканалі ARTE.
Дар'я Легоні-Фіалко разом із бізнес-партнеркою, співзасновницею SPACE Production Катериною Ласкарі, активно розвивають копродукцію по всьому світу. Наразі компанія має низку проєктів на різних стадіях реалізації.
У квітні 2024 року SPACE Production запустила новий бренд для українського телеканалу СТБ — серіал «К.О.Д.», який став головною подією на українському телевізійному ринку. З перших же тижнів свого існування «К. О.Д.» посів перше місце в прайм-тайм серед українських телеканалів.

## Сім'я
Одружена з Антуаном Легоні-Фіалко, французом за національністю, подружжя має двох дітей.

## Нагороди
- 2011 — шоу «Майdан's» — фіналіст премії «Телетріумф 2011» в номінації «Оригінальна розважальна програма».
- 2011 — Дар'я Фіалко — фіналістка премії «Телетріумф 2011» в номінації «Продюсер (продюсерська команда) телевізійної програми» (разом з Володимиром Зеленським, Сергієм Шефіром, Борисом Шефіром та Владиславом Ряшиним) за шоу «Майdан's».
- 2016 — серіал «Анна-детектив» — переможець премії Асоціації кіно- і телепродюсерів у номінації «Кращий телесеріал (більше 24 серій)».[35][36]
- 2018 — серіал «Летючий екіпаж» — переможець премії ТЕФІ-2018 у номінації «Телевізійний серіал-комедія / Ситком».[37][38]

## Продюсерка

### Документальний фільм
2023 — Мистецтво у війні (разом з Broadview TV для телеканалу Arte)

### Телесеріали
- 2024 по теперішній час — КОД (Телеканал «СТБ»)
- 2022 — Водна поліція (Телеканал «Україна»)
- 2021 — Останній аксель (оригінал для онлайн-платформи MEGOGO)[21][40]
- 2021 — Невірна (Телеканал «СТБ»)
- 2020 — Люди (Телеканал «1+1»)
- 2020 — Слід (Телеканал «СТБ»)
- 2020 по теперішній час — Сліпа (Телеканал «СТБ»)
- 2018 — Нова людина (Телеканал «СТБ»)
- 2018 — Дівчата не здаються (Телеканал «СТС»)
- 2018 — Команда рокерів (1 сезон) (Телеканал «СТС»)
- 2018 — Команда B (Телеканал «СТС»)
- 2017 — Психологи (1 сезон) (Телеканал «СТС»)
- 2017—2018 — Юніорська команда (5 та 6 сезони) (Телеканал «СТС»)
- 2017—2018 — Іванови проти Іванових (1 і 2 сезони) (Телеканал «СТС»)
- 2017 — Невідомий (Телеканал «ТВ-3»)
- 2016 — Анна-детектив (Телеканал «ТВ-3»)
- 2014 — Тринадцять (Телеканал «ТВ-3»)
- 2012—2016 — П'ята варта (Телеканал «ТВ-3»)
- 2008 — Чемпіон (Телеканал «ТВ-3»)

### Телевізійні проєкти
- 2011 — розважальне шоу «Майдан's 2» (Телеканал «Інтер»)
- 2011 — розважальне танцювальне шоу «Майдан's» (Телеканал «Інтер»)
- 2011 — студійне ігрове шоу «Жіноча логіка» (Телеканал «1+1»)
- 2009 — шоу талантів «Народна зірка-3» (Телеканал «Україна»)
- 2008 — шоу талантів «Народна зірка-2» (Телеканал «Україна»)
- 2008 — журнал «Галілео» (Телеканал «К1»)